# Zhao Mengfu
Zhao Mengfu, ou Chao Meng-fu, (Chinois : 趙孟頫 ; Pinyin : Zhào Mèngfǔ) (1254-1322) était un érudit chinois, peintre et calligraphe, durant la dynastie Yuan. C'est une figure majeure de l'art chinois.

Zhao Mengfu, Couleurs d'automne sur les monts Qiao et Hua (1295), détail Rouleau horizontal encre et couleurs sur papier 28,4x90,2cm ensemble, Taipei, National Palace Museum

## Biographie et œuvre
Zhao Mengfu était l'époux de Guan Daosheng, elle-même poétesse, peintre et calligraphe.
Il appartenait à la famille impériale des Song. Aussi, il laissa passer une dizaine d'années après le drame de la fin des Song du Sud, puis accepta de travailler pour les Mongols. Il est possible, vu son rang, qu'il se considérait comme un médiateur essayant de convertir l'empereur mongol à la culture chinoise. Dans les premiers temps de la dynastie Yuan, Zhao Mengfu était un lettré connu qui occupait de hautes fonctions dans l'administration, en particulier à l'Académie Hanlin reconstituée. À la mort de Khubilai (1294), il prit sa retraite. Mais un certain nombre de ses amis le considérèrent dès lors comme un « collaborateur » et leur condamnation sera souvent reprise par la postérité. Il fut l'un des peintres et calligraphes les plus éminents du début des Yuan, et son style exerça une profonde influence sur la génération suivante de paysagistes (James Cahill), jusqu'à ce retournement qui affecta son héritage après la prise du pouvoir par la dynastie des Mandchous (Toungouses), en 1644. À partir de ce moment-là, il fut déconsidéré par certains.
Bien qu'il ait pratiqué avec succès la peinture de fleurs et oiseaux, il laissa l'image d'un maître dans la peinture de chevaux et de paysages. En tant que peintre de chevaux, on cite souvent la peinture intitulée « À l'unisson (Tiaoliang tu) »() qui représente un gentilhomme toungouse et son cheval pris dans un vent violent et qui s'inspire du style de Han Gan, un artiste de la dynastie Tang (voir galerie, ci-dessous). Le vent se manifeste dans le mouvement imprimé à la crinière et à la queue du cheval et dans les plis du vêtement du cavalier qui a mis pied à terre. Les traits sont précis dans leur analyse des formes. Son rejet de la technique raffinée de son époque en faveur du style plus grossier du VIIIe siècle, celui des Tang, apparaît par contre dans un paysage célèbre « Couleurs d'automne sur les monts Qiao et Hua ». Cette œuvre picturale et poétique (Musée national du Palais, voir liens externes ci-dessous) tient son étrange aspect du fait qu'il s'agit d'un paysage peint de mémoire qui effectue le montage de deux sites éloignés de plusieurs kilomètres. Zhao Mengfu a su ainsi créer un nouveau style exprimant les images de l'esprit et du cœur. Pour représenter la texture des collines et des bancs de sable, il a utilisé la technique de traits dits rides en « fibres de chanvre » de Dong Yuan (Xe siècle) et les couleurs rappellent le style bleu-vert de la dynastie Tang (618-907). Toutefois, les traits de texture empruntés à la calligraphie sont une innovation.

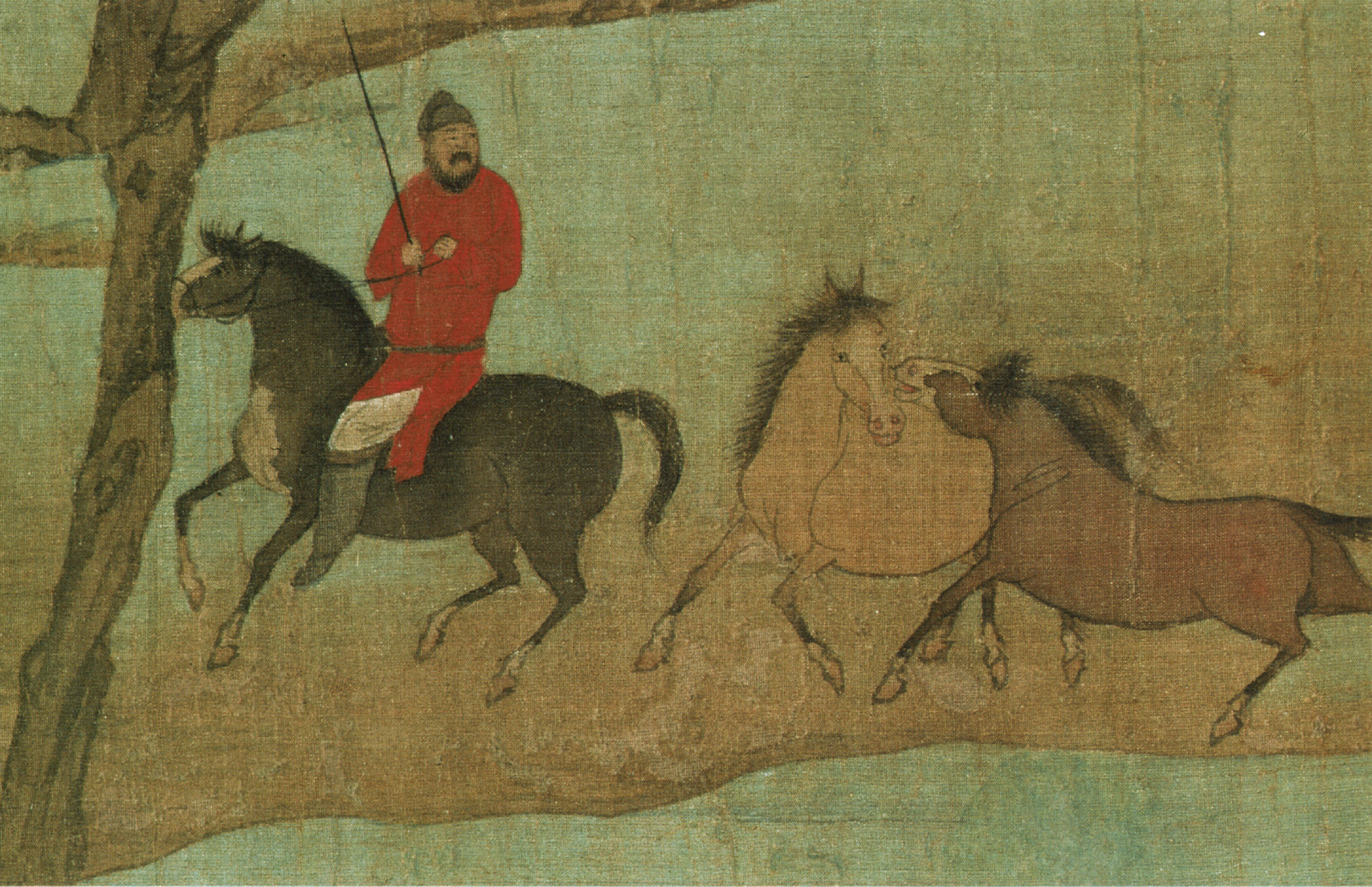
Élevage des chevaux dans la campagne d'automne

En tant que calligraphe, ses maîtres étaient les deux Wang (Wang Xizhi et Wang Xianzhi). Le style de Zhao Mengfu est éclairé par la référence à l'œuvre de Wang Xizhi : « Éclaircie après la chute de neige ». Cette feuille d'album (encre sur papier, 23 × 14,8 cm) de Wang Xizhi (environ 303-361, dès le débuts de l'époque des Jin occidentaux) se présente comme une courte lettre en écriture courante où l'auteur prend des nouvelles d'un ami après une tempête de neige. Cette écriture effectue déjà la synthèse de plusieurs styles. Wang Xizhi s'inspire de la sigillaire des Qin (dynastie Qin, 221-206 av. J.-C.) comme de la chancellerie des Han (206 av. J.-C.-220 ap. J.-C.) pour les fondre avec les écritures régulière, courante et cursive et ainsi donner forme à un style calligraphique parfait. Pour Zhao Mengfu la référence à ce maître ancien, qui avait connu lui aussi une période de changement de régime et se tournait vers une synthèse des styles anciens, n'était pas dépourvue aussi de portée politique depuis le poste important qu'occupait Zhao dans l'administration de la dynastie Yuan, dynastie « mal acceptée » par nombre des anciens membres de l'administration Song. Sa calligraphie aura cependant une grande influence dans les dynasties futures, telles dans la dynastie Qing (1644-1911) où l'Empereur Qianlong copiera Zhao Mengfu qu'il considère comme un grand maître, comme il est possible de le voir sur l'œuvre "Mouton et Chèvre" qui contient la calligraphie de Zhao Mengfu et sa copie faîte par Qianlong.
Enfin Zhao fut un très grand peintre de bambous, vieux arbres et rochers, qu'ils soient vus en gros plan ou intégrés en premier plan d'un paysage dégagé, comme ceux de Dong Yuan. Dans un premier temps, il s'inspira du genre créé par Wen Tong (1018-1079) et Su Shi (1036-1101). Puis dans la deuxième partie de sa vie, il donna à sa peinture un style plus calligraphique. C'est ce style que l'on peut voir dans le rouleau du MET (voir « liens externes » ci-dessous) : « Deux pins et lointain en surplomb ». L'analyse extrêmement précise qu'en fait Yolaine Escande montre l'importance de la position et du contenu du texte dans la composition du paysage et l'importance du style calligraphique du pinceau (les jeux d'encre picturaux) dans l'évocation des différents éléments du paysage. Yolaine Escande fait remarquer que « si des poèmes accompagnent parfois des peintures avant les Yuan, ils sont en général apposés par une autre personne que le peintre. Lorsque l'artiste lui-même ajoute lui-même un poème à sa peinture sous les Song, les deux œuvres n'interagissent pas dans la composition de la peinture et sont considérées individuellement. » Toute la valeur de la peinture de Zhao Mengfu, sa nouveauté, voire sa « modernité », tient à l'imbrication signifiante de l'ensemble texte-image. Le rôle des jeux d'encre picturaux y est essentiel. Pour un connaisseur de l'art de Zhao Mengfu, Tang Hou, « peindre des fleurs de prunier [à l'encre] se dit écrire [xie] des fleurs de prunier ; peindre des bambous se dit écrire des bambous » (James Cahill). Les traits amples et lacérés de blanc (le « blanc volant » des calligraphes) façonnent les rochers, évoquent leur texture et les faisceaux pointus de traits coniques (le "déploiement des huit" de l'écriture régulière) figurent, dans la peinture de Zhao, le feuillage des bambous. Comme l'inscrit lui-même Zhao Mengfu en accompagnement de « Rochers élégants et arbres épars » : 
« Les rochers comme dans le "blanc volant", les arbres comme dans l'écriture des sceaux,
En peignant des bambous, on applique la technique du déploiement des huit.
Ceux qui comprennent cela
Savent que calligraphie et peinture ont toujours été la même chose. »
Il reste qu'en avançant une telle affirmation, il renouait aussi avec une très ancienne volonté de distinction revendiquée par les lettrés et qui a prétendu, tout au long de l'Empire, les poser très au-dessus des peintres professionnels, considérés comme des artisans.

## Quelques œuvres commentées
Pour "Couleurs d'automne dans les monts Qiao et Hua", Yolaine Escande, Gabriele Fahr-Becker et James Cahill.
Sur le site du MET, voir les notices pour "Twin Pines, Level Distance" ca. 1300., "Groom and Horse"("cheval et palefrenier"), daté 1296, "Four Anecdotes from the Life of Wang Xizhi" ca. 1310. Pour "cheval et palefrenier" voir Danielle Elisseeff, 
Sur "Arbre mort, bambou et rocher", "La source impétueuse et jaillissante", "Bambou et rocher", "Rocher, arbre dénudé et bambou",et "A l'unisson" voir Trésors du Musée national du Palais.
Sur "Rochers élégants et arbres épars"("Rochers et forêt" voir galerie ci-dessous) : James Cahill.
Sur "Habitats épars au bord de l'eau" (The Palace Museum, Beijing) voir Emmanuelle Lesbre et James Cahill.
Pour "Paysage intérieur de Xie Youyu", voir Yolaine Escande et James Cahill.
Sur Zhao Mengfu, le peintre lettré : Yolaine Escande.
Sur Zhao Mengfu calligraphe : Yolaine Escande.

## Quelques œuvres en images

Le Soutra du cœurPrajñāpāramitāhŗdaya sūtra Xinjing 般若心經 par Zhao Mengfu.
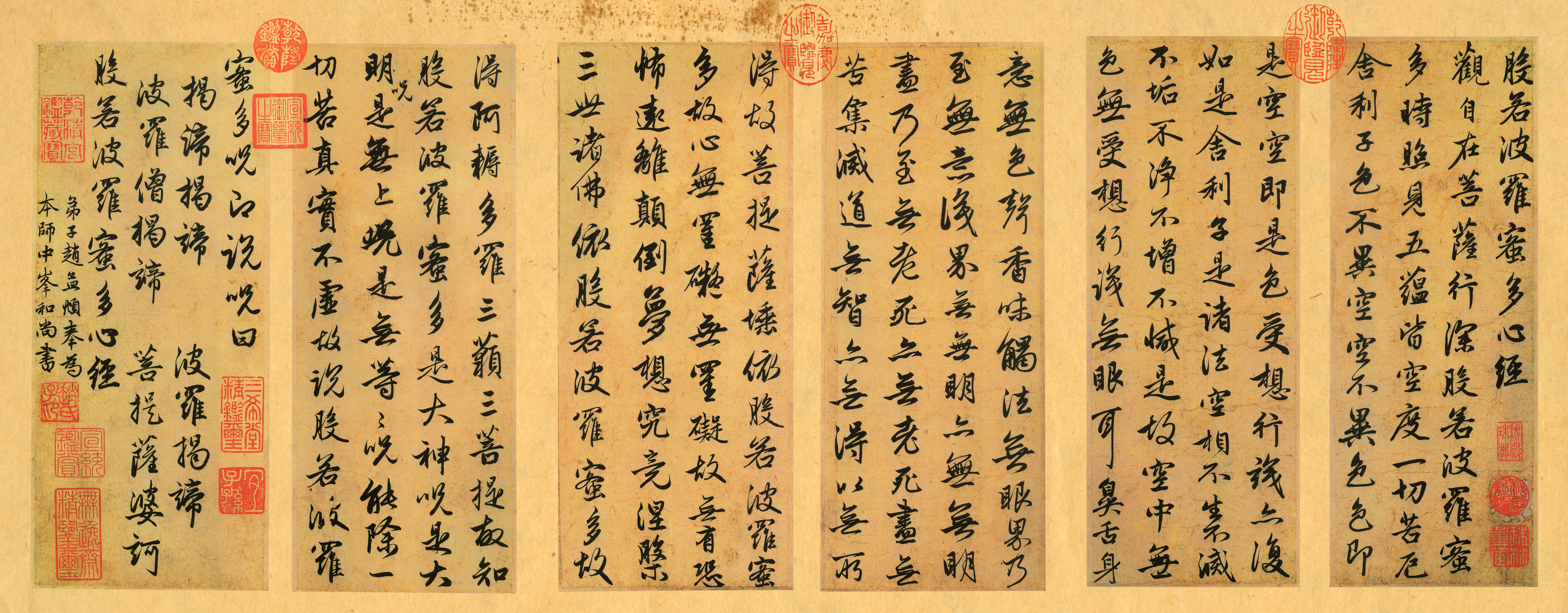
Le Soutra du cœurPrajñāpāramitāhŗdaya sūtra Xinjing 般若心經 par Zhao Mengfu, partie centrale.
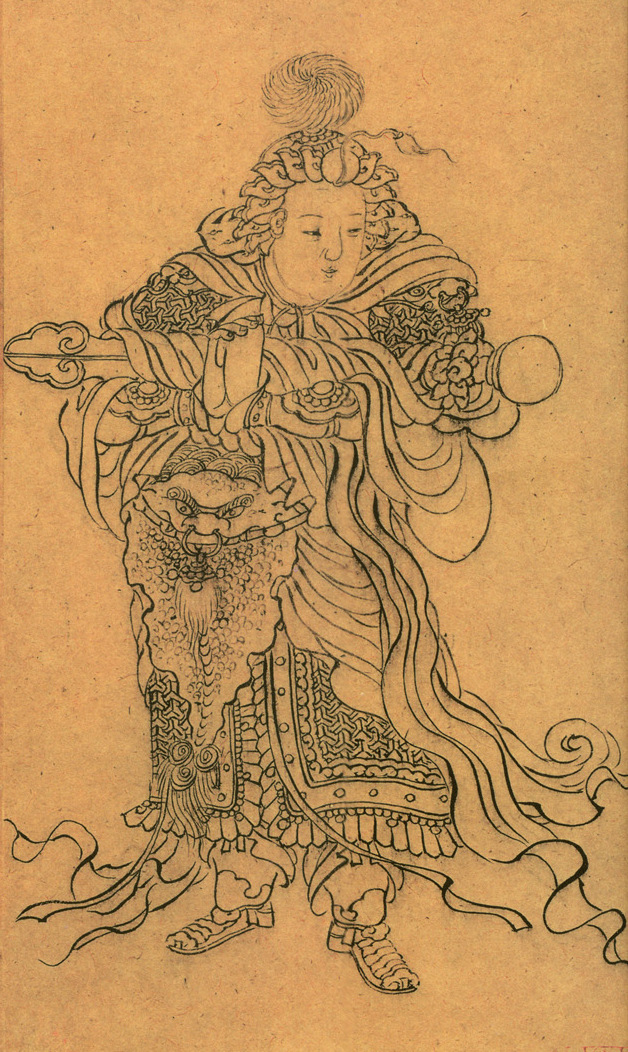
Skanda, détail central du sutra, Zhao Mengfu.
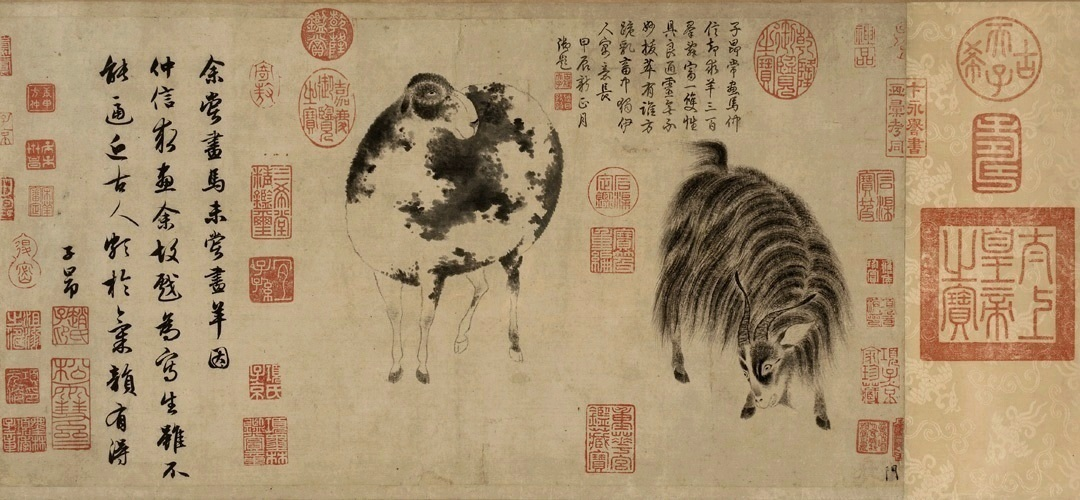
Zhao Mengfu, Mouton et chèvre
Zhao Mengfu,1254 1322, Rochers et forêt, encre sur papier, rouleau horizontal 27,5 × 62,8 cm, Palace Museum, Beijin.
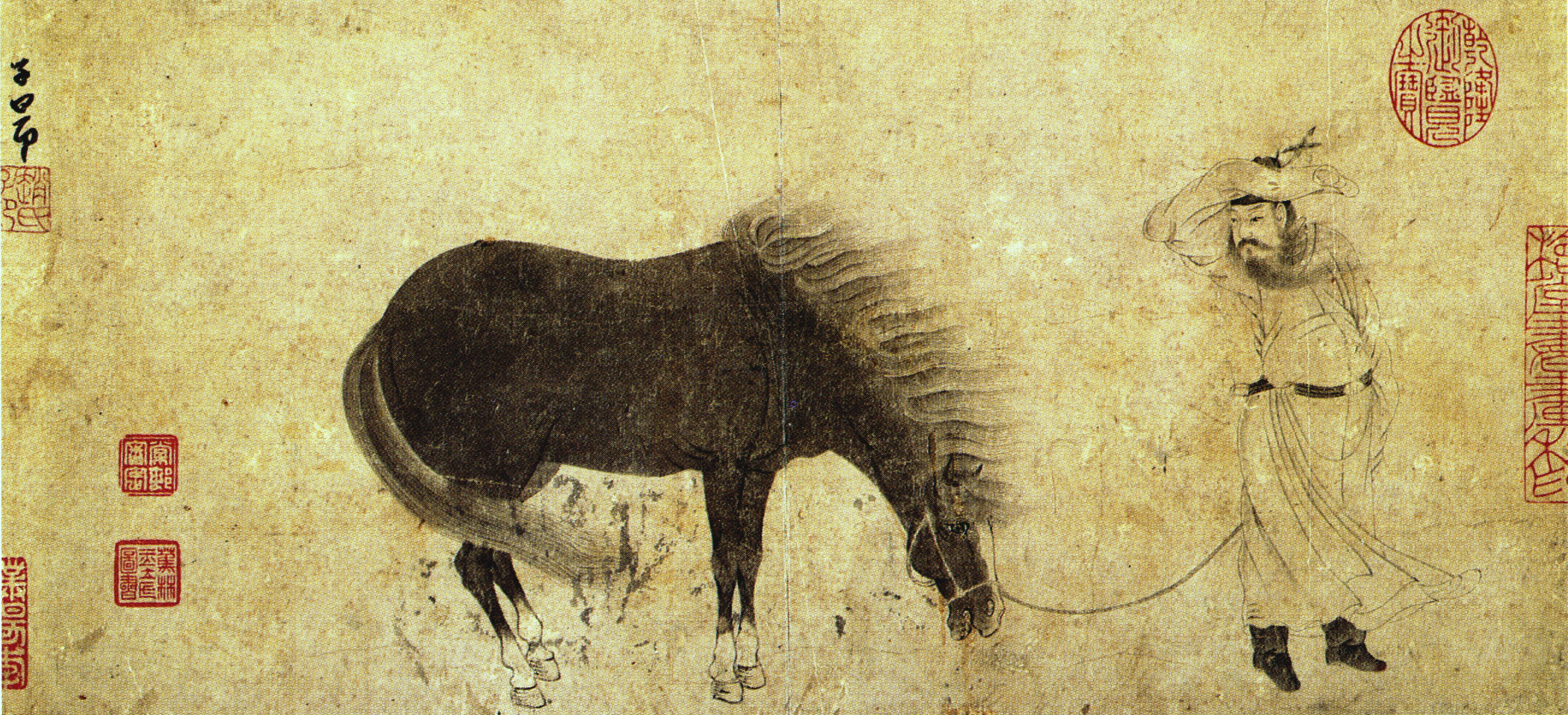
Zhao Mengfu 1254 1322 A l'unisson (Tiaoliang tu), ca. 1280, Peinture, encre sur papier feuille d'album 22,7x49 cm, National Palace Museum, Taipei.
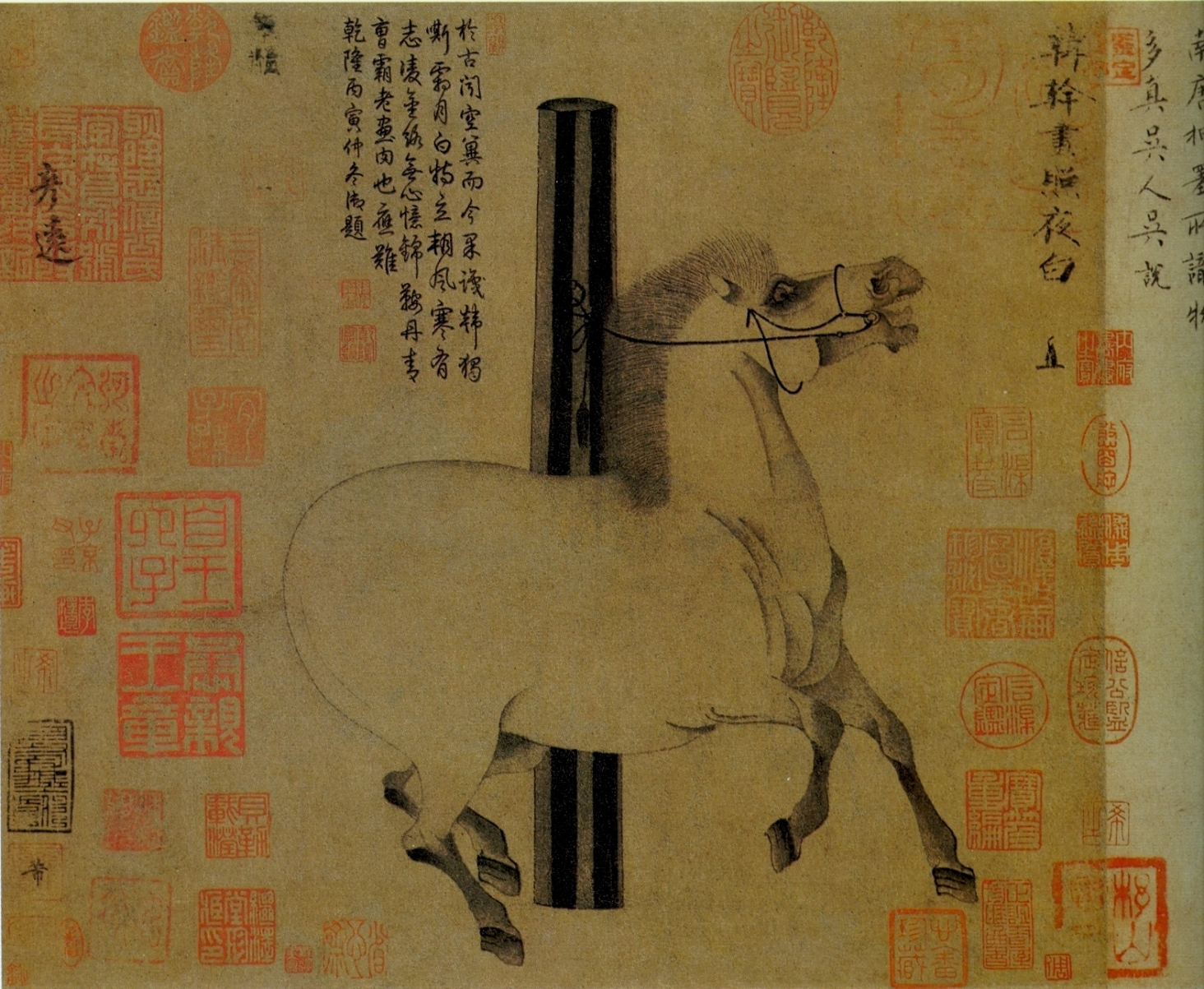
attribué à Han Gan, actif vers 740-760, Huiyebai (Night-Shining White)cheval favori de l'empereur Xuanzong, encre et couleurs sur soie 25x30 cm, MET.
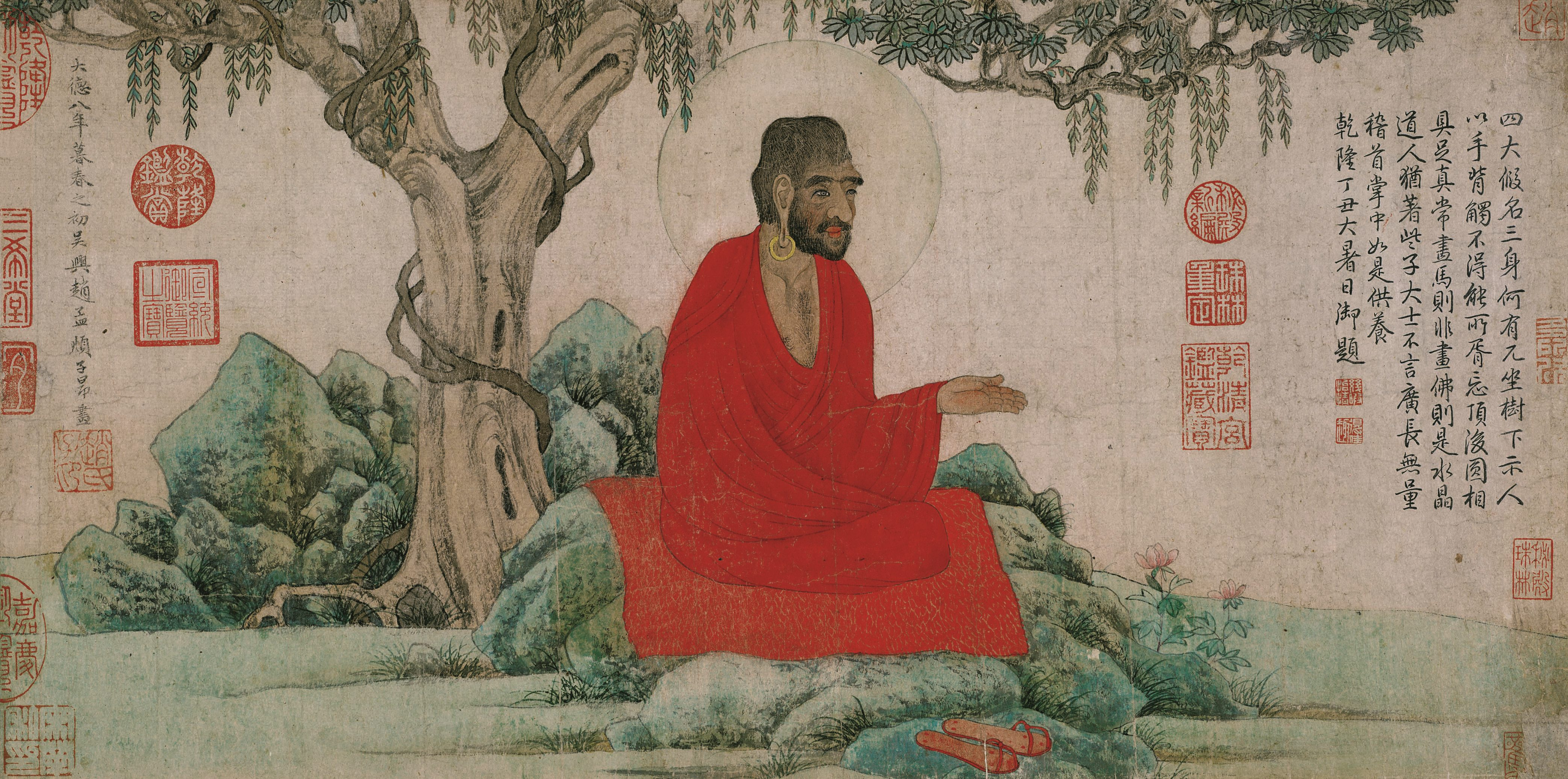
Moine dans une robe rouge (1304), 26x52 cm
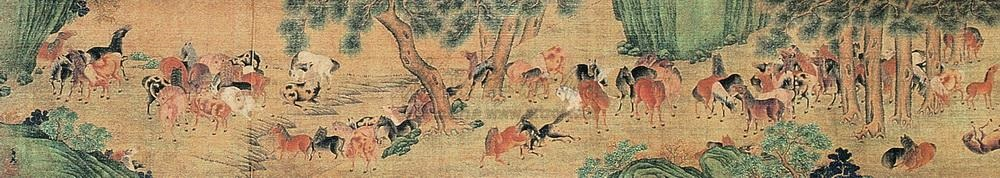
100 chevaux, encre sur rouleau de soie, 40 x 288 cm.